# ژولا
ژولا (انگلیسی: Jolla) شرکت فناوری اطلاعات فنلاندی است، که در سال ۲۰۱۱ توسط شرکت نوکیا تأسیس شد.